# Métaréférence
La métaréférence (metareference) est une technique de métafiction où, dans une œuvre de fiction, un ou plusieurs personnages deviennent conscient qu'ils sont dans une fiction (un film, un roman, une série télévisée, etc.). Le préfixe méta- est utilisé ici pour décrire la façon dont une référence s'applique à elle-même, de la même façon que dans métafiction, une fiction dans une fiction, par exemple un film dans un film (Adaptation) ou une pièce de théâtre dans une pièce (Hamlet), etc.
Il peut s'agir d'un commentaire sur l'élaboration de l’œuvre en question (un « journal intime » du film/livre/programme), ou être un procédé de narration d'identification entre le public et le personnage, communément appelé « briser le quatrième mur » en référence à une tradition du théâtre — disparue avec le développement des écrans — où le comédien s'adresse au public ou joue avec lui, faisant ainsi disparaître le « quatrième mur » qui devrait l'en séparer le temps de la pièce.

## Dans la fiction
- Redshirts : Au mépris du danger